# Juan O'Donojú
Juan O'Donojú   (Sevilla, 30 de juliol de 1762 - Ciutat de Mèxic, 8 d'octubre de 1821) Juan José Rafael Teodomiro O'Donojú O'Ryan, fou un militar i polític espanyol, considerat sovint com l'últim virrei de la Nova Espanya malgrat que des del restabliment de la constitució de Cadis el 1820, s'havien suprimit els virregnats en ser substituïts per províncies governades per Caps Polítics Superiors. Fou un dels signataris dels Tractats de Córdoba i de l'Acta d'Independència de l'Imperi Mexicà.

## Biografia
Juan O'Donojú va néixer el divendres 30 de juliol de 1762 a Sevilla. D'ascendència irlandesa, tant la seva família paterna com la materna havien arribat a Espanya en la dècada de 1720 fugint de les persecucions contra els catòlics iniciades per Jordi I de Gran Bretanya i prosseguides pel seu fill Jordi II. Ambdues famílies pertanyien a la noblesa catòlica irlandesa i de fet Juan O'Donojú va ingressar com a cavaller de l'orde de Calatrava.
Era el tercer de cinc germans concebuts en el segon matrimoni del seu pare, Richard Dunphy O'Donnohue, procedent de Glansfeshk, comtat de Limerick; amb Alicia O'Ryan, originària del comtat de Kerry. Els seus germans van ser Ricardo Tomás, Mariana, Tomás i Isabel. El seu pare havia contret matrimoni anteriorment a Marchena, prop de Sevilla, el 19 de maig de 1750, amb Rosa María O'Macores.
Va ser batejat el 2 d'agost de 1762 a la parròquia del Sagrario de la catedral de Sevilla amb els noms de Juan José Rafael Teodomiro pel prevere Gregorio Rodríguez d'Hervás, sent la seva padrina María Nicolasa O'Donojú, germana del seu pare. Després d'aprendre les primeres lletres, va optar per seguir la carrera d'armes, allistant-se als 20 anys en l'exèrcit espanyol, en el qual va servir amb un bon historial.

## Carrera militar
Va ser ascendit per mèrits en campanya fins a aconseguir el grau de Tinent General. Durant la Guerra del francès va lluitar en els setges de Saragossa com a ajudant de cavalleria. Fou cap d'estat major del general, Gregorio García de la Cuesta durant la batalla de Talavera (27 i 28 de juliol de 1809). També va servir com a intèrpret entre Cuesta i el duc de Wellington. Va ser capturat per les tropes del general francès Joaquim Murat, qui el va portar pres a Baiona, d'on va escapar en 1811. Va aconseguir arribar a Cadis, que en aquells moments era l'única ciutat espanyola lliure de l'ocupació francesa.
Les Corts de Cadis el van nomenar ministre de la Guerra per la seva condició de militar liberal a favor de la Constitució i per la seva destacada actuació contra els francesos. En finalitzar la contesa, amb el retorn de Ferran VII i la restauració absolutista a Espanya, O'Donojú va ser sentenciat el 18 d'octubre de 1814 a complir quatre anys de presó a la Fortalesa de Sant Carles, a Mallorca, on va ser terriblement torturat. Tenia un alt càrrec en la maçoneria espanyola, a la qual estaven afiliats els més importants militars liberals del seu temps.
Juan O'Donojú estava en possessió de la gran creu de l'Orde de Carles III i de la gran creu de l'Orde de Sant Hermenegild.
Quan en 1820 els liberals van obligar Ferran VII a restablir la Constitució, van oferir Juan O'Donojú la capitania general d'Andalusia, càrrec en el qual va demostrar la seva gran capacitat per a l'exercici dels càrrecs administratius i militars. Posteriorment els liberals li van atorgar l'encàrrec de reemplaçar al virrei Juan Ruiz de Apodaca, encara que ocupant ara l'equivalent constitucional a aquell antic càrrec: el de Cap polític superior de Nova Espanya, que el mariscal de camp Francisco Novella ostentava en aquest moment de forma interina.

## A la Nova Espanya
Des que al març de 1820 es restablís la constitució havien quedat suprimits tots els antics virregnats colonials. La constitució els havia substituït per províncies, de la mateixa categoria que les que es van crear en la península, i governades pels anomenats caps polítics superiors. En 1821 el govern espanyol va nomenar Juan O'Donojú cap polític superior i capità general de Nova Espanya. Va arribar a Veracruz el 3 d'agost de 1821 i allí mateix va prestar el jurament cerimonial i va rebre els honors del càrrec. Immediatament va quedar assabentat de la revolta de Agustín de Iturbide en favor de la independència mexicana, així com del Pla d'Iguala. Estant a Veracruz va donar una proclama dirigida al poble de la Nova Espanya, en la qual manifestava els seus principis liberals.
Va dirigir una carta a Agustín de Iturbide per conducte del tinent coronel Gual i del capità Pedro Pablo Vélez, convidant-ho a una conferència en el lloc que aquell triés. Acceptada la proposició, Iturbide va designar a la ciutat de Córdoba per a la reunió. Va marxar O'Donojú en un cotxe pel camí de Xalapa-Enríquez, acompanyat pel coronel Antonio López de Santa Anna, i va arribar el 23 d'agost a Còrdova. L'endemà es va produir l'entrevista amb Iturbide, en la qual van arribar a un acord amb només algunes correccions del pla d'independència, el que es coneix com a Tractats de Córdoba.
Els caps militars espanyols en l'antic virregnat de Nova Espanya van resistir a les places de Ciutat de Mèxic i Veracruz, en la Fortalesa de San Carlos de Perote i a la Fortalesa de San Diego d'Acapulco. Però bloquejades aquestes places, totes van acabar capitulant menys Mèxic i Veracruz. El mariscal de camp espanyol Francisco Novella, al comandament de prop de 8.000 homes, es trobava a Ciutat de Mèxic assetjat per l'Exèrcit de les Tres Garanties, comandat pels generals Vicente Guerrero i Nicolás Bravo. Sabent que Novella feia poc més d'un mes que havia assumit el càrrec de "virrei provisional" després d'enderrocar mitjançant un cop d'estat Ruiz de Apodaca, O'Donojú va emprar la seva autoritat com a cap polític superior nomenat pel govern espanyol i va ordenar Novella retirar el seu exèrcit de la capital i replegar-se fins a Veracruz.

## Es consuma la independència de Mèxic

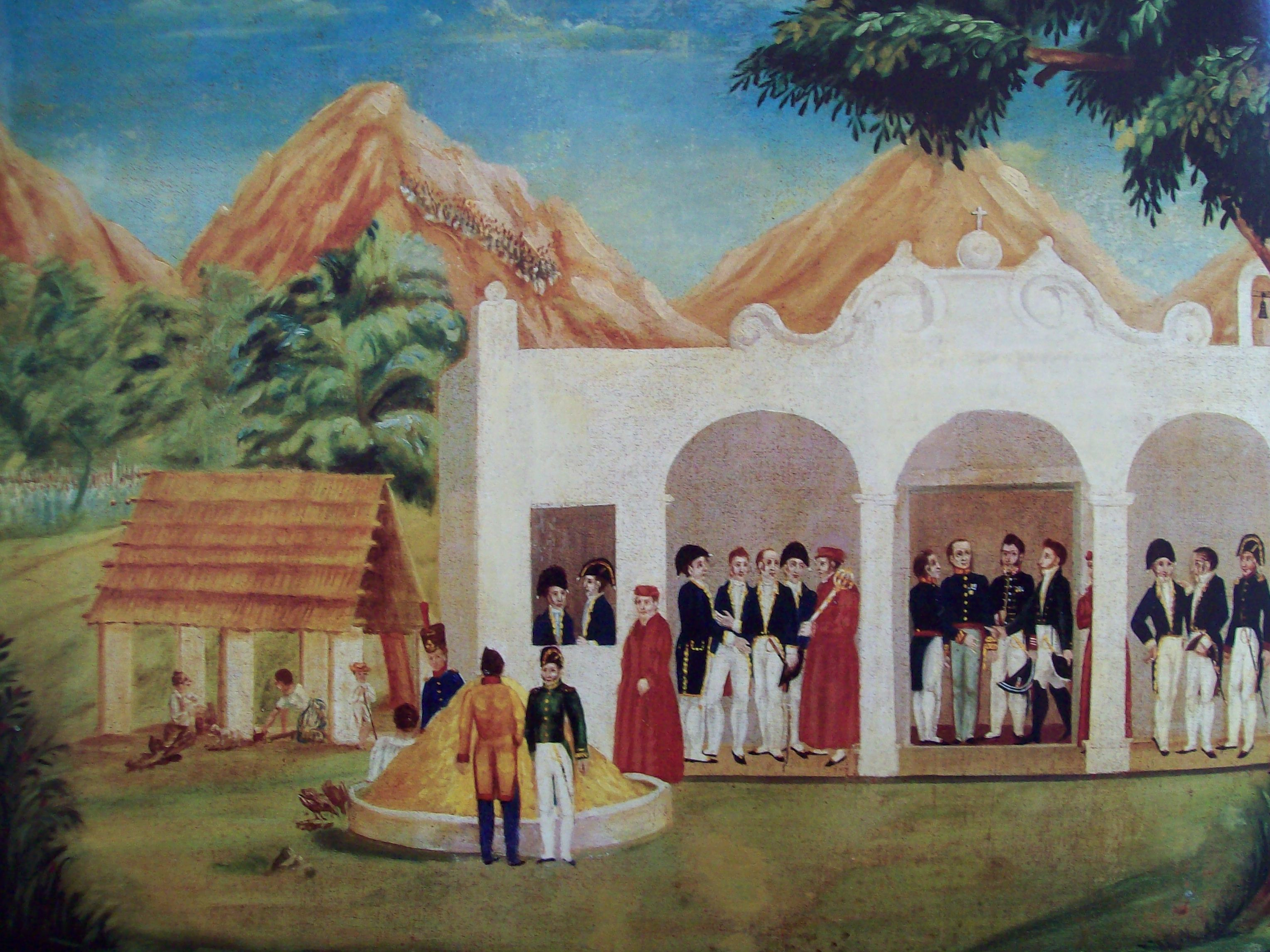
Entrevista d'O'Donojú, Novella i Agustín de Iturbide a la hisenda La Patera, el 13 de setembre de 1821.

El 13 de setembre es va concertar una reunió en la hisenda de la Patera, propera a la Vila de Guadalupe, entre Iturbide, O'Donojú i Novella. Allí van acordar immediatament suspendre les hostilitats. El 15 de setembre Novella va reconèixer O'Donojú com a cap polític superior i capità general de Nova Espanya i aquest va disposar que les tropes espanyoles abandonessin la capital mexicana.
Quan les tropes reialistes van partir rumb a Veracruz, el brigadier trigarant José Joaquín de Herrera va ocupar el castell de Chapultepec amb una columna de granaders i l'endemà el general Vicente Filisola, amb 4.000 homes, va entrar a la ciutat de Mèxic.
Les tropes independentistes estacionades en diferents rumbs van fer la seva entrada a la capital mexicana formant una columna, al capdavant de la qual anava Agustín de Iturbide. Era el dijous 27 de setembre de 1821.
L'Exèrcit Trigarante estava format per 7.616 infants, 7.755 de cavalleria i 763 artillers amb 68 canons. L'endemà es va instal·lar la Junta Provisional Governativa composta per 34 persones, la qual després de decretar l'Acta d'Independència de l'Imperi Mexicà, va nomenar una regència composta per Agustín de Iturbide com a president, Juan O'Donojú com a primer regent i Manuel de la Bárcena, José Isidro Yáñez i Manuel Velázquez de León com 2n, 3r i 4t regents, respectivament, quedant així consumada la Independència de Mèxic.

## Mort
El 8 d'octubre de 1821, mentre es trobava en Ciutat de Mèxic, Juan O'Donojú va morir de forma sobtada a l'edat de 59 anys, diagnosticat de pleuritis, encara que també es va dir que va poder haver estat enverinat. Va ser sepultat amb honors de virrei a la catedral de Mèxic.
Les tropes que romanien atrinxerades en el fort de San Juan de Ulúa, l'única cosa que sobrevivia de l'administració espanyola a Mèxic, van quedar després de la mort d'O'Donojú al capdavant de Francisco Novella, encara que aquest mai va rebre oficialment el nomenament de cap polític superior. En 1822 Francisco Lemaur és nomenat interinament pel monarca Capità General i Cap Polític Superior de Nova Espanya, encara que aquest mai va exercir el càrrec que amb la independència de Mèxic va deixar d'existir.